# OpenHydro
OpenHydro war ein irisches Unternehmen, das Gezeitenkraft-Turbinenanlagen entwickelt, gebaut und praktisch erprobt hat. Es wurde 2013 vom französischer Industriekonzern Naval Group, S.A. (bis Juni 2017 Direction des constructions navales (DCNS)) übernommen. Das Unternehmen OpenHydro wurde 2018 insolvent.

## Gezeitenturbinen zur Stromerzeugung
Das Ziel von OpenHydro war es, Gezeitenturbinenfarmen in den Weltmeeren zu errichten, um Strom erzeugen, ohne die Umwelt zu belasten. Dieser staudammlose Ansatz zur Stromproduktion aus Gezeitenkraft heißt auf Englisch „In-Stream Tidal Power“. Die Turbinen werden in Bereichen starker Gezeiten tief genug auf dem Meeresboden montiert, um Störungen der Schifffahrt zu vermeiden. Auch unter verankerten Schiffen wurden derartige Turbinen bereits installiert. Auf den Orkney-Inseln wurde 2007 im Bereich von European Marine Energy Centre(EMEC) der Prototyp einer Gezeitenturbineanlage zwischen zwei Säulen installiert, sodass die gesamte aus Turbine und Generator bestehende Anlage gehoben und gesenkt werden konnte. Damit wurde die neue Open-Centre-Turbine mit geringen Kosten getestet.
OpenHydro war der erste Kunde von EMEC im Bereich der Gezeitenenergie, der seit 2007 auf dem Testgelände Fall of Warness tätig ist. Im Jahr 2008 hatten sie als erstes Unternehmen in Großbritannien Gezeitenkraft in das nationale Netz eingespeist.

## Joint Venture von OpenHydro mit Emera
Die nächste Turbinengeneration von OpenHydro wurde mit dem Unternehmen Cape Sharp Tidal entwickelt und zum Einsatz gebracht. Cape Sharp Tidal war ein Joint Venture von OpenHydro mit dem neuschottischen Energieunternehmen. Emera ist ein Stromversorger in Nova Scotia mit Vermögenswerten in Höhe von 31 Milliarden US-Dollar und 2,5 Millionen Kunden in Kanada, den USA und der Karibik.
Anfang November 2016 wurde von Cape Sharp Tidal unter Aufsicht des „Fundy Ocean Research Centre for Energy“ (FORCE) eine neue riesige Gezeitenturbine mit zwei Megawatt Leistung und etwa tausend Tonnen Gewicht auf den Meeresboden gestellt. FORCE hatte ein 1,6 Quadratkilometer großes Gebiet in der Bay of Fundy als Testfeld definiert, um verschiedene Gezeitenkraft-Turbinen zum Einsatz zu bringen und unter Realbedingungen zu testen.

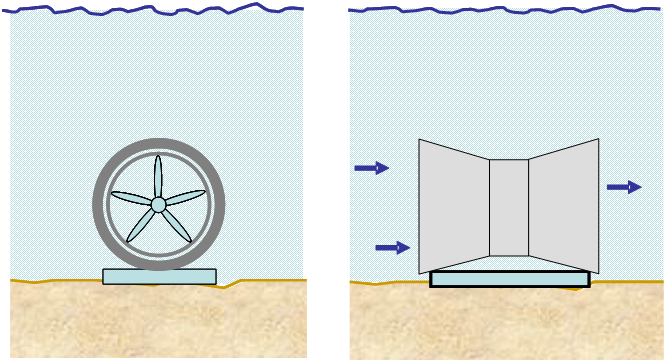
Meerbodenströmungsturbine

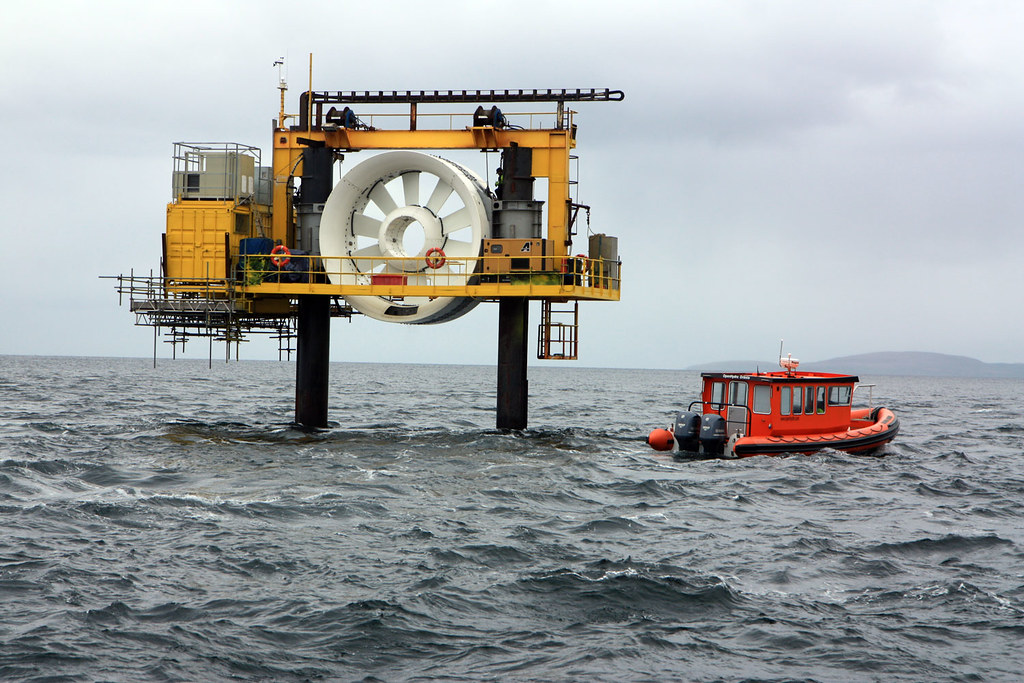
Meerbodenströmungsturbine in der Bay of Fundy

## 2 MW-Turbine
Mit 16 Metern Turbinendurchmesser, 20 Metern Gesamthöhe und etwa Tausend Tonnen Gesamtgewicht ist die Turbine so schwer, dass eine Verankerung im Meeresboden nicht notwendig war. Für den Transport wurde ein spezieller Lastkatamaran konstruiert und gebaut. Die Konstruktion ist interessant, denn der Generator sitzt nicht in der Mitte, sondern im äußeren Ring und die Rotorblätter drehen sich nur langsam. Die Turbine ist in der Mitte offen, daher können Fische durchschwimmen. Die Lärmentwicklung ist angesichts des natürlichen Geräuschpegels unmerklich und es können keine Schmiermittel auslaufen, da Meerwasser für die Schmierung sorgt. Im November 2016 ist OpenHydro der Durchbruch gelungen, die Anlage wurde erfolgreich installiert und der produzierte Strom wurde direkt in das öffentliche Netz eingespeist. Geplant war ein fünfjähriger Testbetrieb, anschließend sollte die Anlagen in alle Welt exportiert werden.
Die ungewöhnlich starken Gezeitenströmungen, hohe dynamischen Belastungen und mitgerissenes Geröll im Minas-Becken vor der Küste Neuschottlands stellten extreme Anforderungen an die Turbinenanlage. Im März 2017 ist die Turbine ausgefallen. Wasser dürfte in das Kontroll- und die elektrischen Module eingedrungen sein.
Entgegen der Planung, die 5 Jahre Probebetrieb vorsah, wurde die Anlage daher bereits nach 4 Monaten abgeschaltet. Der Zeitraum von 1500 Betriebsstunden lieferte jedoch wichtige Daten für künftige Anlagen und Erfahrungen zur Verbesserung der Systeme. Ab August 2018 ruht der Probebetrieb.

## OpenHydro ist insolvent

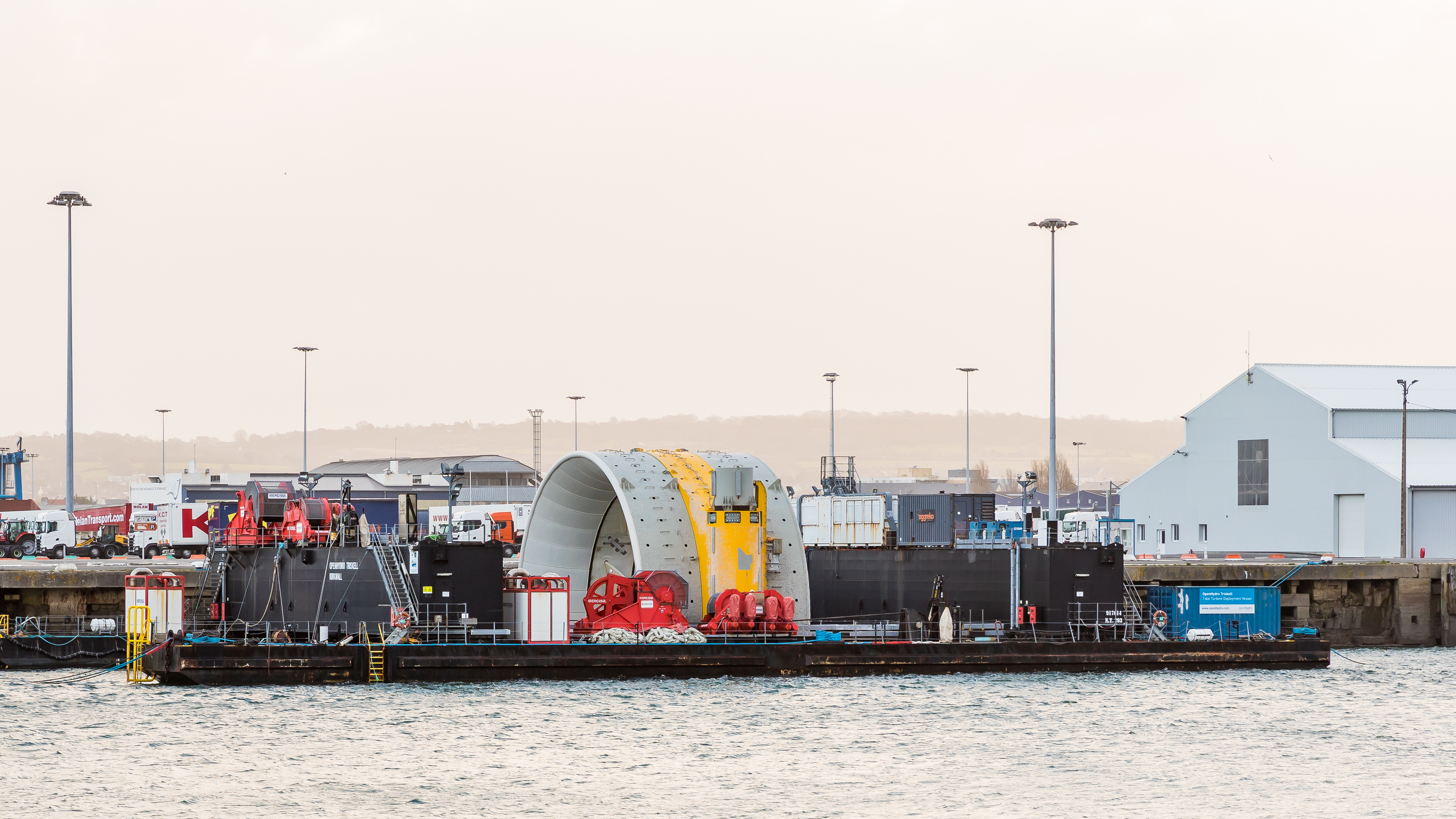
Die Openhydro Triskell als Tidal Turbine Deployment Vessel liegt seit 2018 im Hafen von Cherbourg

Nachdem die Naval Group 2018 die Unterstützung beendet hat und nicht länger bereit war, die Verluste auszugleichen, ist die Open-Hydro-Firmengruppe insolvent und hinterlässt rund 280 Millionen Euro Schulden. Seitdem steht die Turbinenanlage auf dem Grund der Bay of Fundy und ist weiterhin außer Betrieb. Sie soll bis zum 31. Dezember 2024 von BigMoon Canada Corp. gehoben werden.

## Zukunft
Eine von der Offshore Energy Research Association of Nova Scotia in Auftrag gegebene Studie ergab, dass eine zukünftige Offshoreindustrie im Bereich der Gezeitenenergie bis 2040 bis zu 1,7 Milliarden US-Dollar zum Bruttoinlandsprodukt von Nova Scotia beitragen kann und bis zu 22.000 Vollzeitjobs beinhalten würde.